# مرکز منطقه‌ای اینلند
مرکز منطقه‌ای اینلند (انگلیسی: Inland Regional Center) یک شرکت عام‌المنفعه ناسودبر که توسط دولت بنیانگذاری شده است و برنامه‌ها و خدماتی را برای افرادی با ناتوانی رشدی و خانواده هایشان در شهرستان‌های سن برناردینو و ریورساید کالیفرنیا فراهم می‌کند.
در تاریخ ۲ دسامبر ۲۰۱۵ تیراندازی دسته‌جمعی در تالار کنفرانس این مکان به وقوع پیوست. دو مهاجم به نام‌های سید رضوان فاروق و تاشفین مالک حاضرین را در مهمانی کریسمس را به گلوله بستند که در نتیجه ۱۴ نفر کشته و ۱۸ نفر مجروح نیز شدند. مهاجمین دیرتر توسط پلیس به ضربه گلوله در خودرویشان کشته شدند.